# AOCh-10
AOCh-10 (ros. АОХ-10) – sowiecka bomba lotnicza o kombinowanym działaniu odłamkowym i chemicznym.